# Sam Waynberg
Sam Waynberg (geboren als Samuel Wajnberg am 20. Juni 1925 in Opatów, Polen; † 3. Dezember 2011 in Gstaad, Schweiz) war ein polnischer Produzent beim internationalen Film.

## Leben und Wirken
Der polnische Jude Samuel Wajnberg hatte in Tschenstochau den nazistischen Terror überlebt, als er beschloss, sich 1945 in Deutschland niederzulassen. Über seine frühen Jahre ist kaum etwas bekannt, anfänglich war er wohl im Filmverleih tätig. 1955 ließ er sich in Berlin nieder und gründete dort die Planet-Film GmbH. Waynbergs erste Produktion war 1958 der deutsche Film Er ging an meiner Seite. Seit Mitte der 1960er Jahre war Weinberg – mal als Herstellungs-, mal als Produktionsleiter – regelmäßig an der Entstehung internationaler Werk beteiligt, beginnend mit dem Skandalfilm seines Landsmanns Roman Polanski, Ekel. Auch bei Polanskis folgendem Skandalon Wenn Katelbach kommt… war Weinberg ebenso involviert wie bei dem Kreuzzugdrama Die Pforten des Paradieses, eine britische Produktion von Polanskis und Waynbergs Landsmann Andrzej Wajda.
Es folgten um 1970 herum zwei Filme, mit denen Waynberg auf der Sexfilm-Welle mitzureiten versuchte, sowie ein Konzertfilm. Danach verließ Waynberg vorübergehend die Produktion und gründete 1972 den Scotia Filmverleih. Bis diese Firma aufgrund eines Rechtsstreits mit der US-Produktionsfirma Miramax nach dreißig Jahren Konkurs anmelden musste, brachte Waynberg amerikanische Kassenfüller wie Pulp Fiction, Good Will Hunting, Rambo und Basic Instinct in die deutschen Kinos.
Berühmt (und wohlhabend) machte Waynberg vor allem die international erfolgreiche Eis am Stiel-Filmreihe, die er ab 1979 als Juniorpartner seiner israelischen Kollegen Menahem Golan und Yoram Globus mitproduzierte. Waynbergs eigene Produktionspalette der Planet-Film blieb auch weiterhin ebenso inkohärent wie eklektisch: er stellte sowohl plumpe Sexfilme wie Laß laufen, Kumpel her als auch Rainer Werner Fassbinders künstlerisch stark umstrittenes Abschiedswerk Querelle. Nach dem Ende der Eis am Stiel-Reihe (1988) zog sich Sam Waynberg aus dem Produktionsgeschäft zurück und konzentrierte sich nur noch auf das Filmverleihgeschäft.

## Filmografie
- 1958: Er ging an meiner Seite
- 1964: Ekel (Repulsion)
- 1965: Sherlock Holmes’ größter Fall (A Study in Terror)
- 1965: Rembrandt 7 antwortet nicht
- 1965: Wenn Katelbach kommt… (Cul-de-Sac)
- 1967: Die Pforten des Paradieses (Gates to Paradise)
- 1967: Das Penthouse (The Penthouse)
- 1969: Anatomie des Liebesakts
- 1970: Psychologie des Orgasmus
- 1971: Love and Music (Dokumentarfilm)
- 1979: Eis am Stiel 2 – Feste Freundin
- 1980: Flitterwochen
- 1980: Zärtliche Cousinen
- 1981: Laß laufen, Kumpel
- 1981: Eis am Stiel 3 – Liebeleien (auch Co-Drehbuch)
- 1982: Querelle
- 1983: Zwei Profis steigen aus (Un dimanche de Flic)
- 1984: Eis am Stiel 5 – Die große Liebe
- 1985: Eis am Stiel 6 – Ferienliebe (auch Co-Drehbuch)
- 1985: Das Wunder
- 1986: Bibos Männer
- 1987: Eis am Stiel 7 – Verliebte Jungs
- 1988: Eis am Stiel VIII – Summertime Blues